# Solenidae
Solenidae ou Solenídeos são uma família de moluscos bivalves da ordem Veneroida, que inclui os moluscos comestíveis conhecidos por navalhas. Vivem nas praias, perto da linha da maré, com a concha escondida embaixo da areia. Se aparece um predador, o animal se enterra a uma profundidade segura. Ele pode mergulhar até um metro em menos de dez segundos.

## Gêneros
- Solen
- Ensis